# Sunningwell
Sunningwell is een civil parish in het bestuurlijke gebied Vale of White Horse, in het Engelse graafschap Oxfordshire met 904 inwoners.